# Paradisfåglar (mytologi)
För andra betydelser, se Paradisfågel.
Paradisfåglar är ett mytiskt väsen, fåglar som ständigt befinner sig i flykt och aldrig behöver landa. Dessa skall då stå i direkt förbindelse med paradiset självt, och vara magiska och lyckobringande. Dessa kallades också ibland för sylfer.
Under sent 1800-tal och början av 1900-talet, så kom det lastskepp till Europa från andra kontinenter med fåglar som blivit flådda på ett sätt som lämnade fågelkroppen intakt med fjädrar och allt, dock helt utan skelett. Detta startade rykten om att dessa fåglar var de mytologiska sylferna, eftersom man antog att en fågel utan skelett aldrig skulle behöva landa.
Författare som skrivit om paradisfåglar som mytologiska väsen, är till exempel Selma Lagerlöf. Hon berättar om sitt möte med en paradisfågel som orsaken till att hon blev helad från en sjukdom som gjorde att hon hade svårt att gå.